# Paleobiology Database
Paleobiology Database (PBDB) — интернет-ресурс онлайн-база данных, предоставляющая информацию о местообнаружении, датировке и классификации ископаемых остатков животных, растений и микроорганизмов.
База данных появилась благодаря финансированию Национального центра экологического анализа и синтеза (NCEAS), исследовательского центра при Калифорнийском университете в Санта-Барбаре, где она действовала с августа 1998 по август 2000 года.
С 2000 по 2015 годы PBDB получал финансирование от Национального научного фонда, в 2006—2010 годах — от частных лиц, в 2010—2013 годах — от Австралийского центра научных исследований (Australian Research Council).
В настоящее время сайт размещается в Университете Висконсин-Мэдисон и под контролем международного комитета.
Зеркало данных размещается на аналогичном ресурсе Fossilworks Университета Маккуори.